# Gerhard Leo
Gerhard Leo (né le 8 juin 1923 à Berlin, où il est mort le 19 septembre 2009) est un résistant antifasciste allemand, officier dans la Résistance française, puis journaliste et écrivain.

## Biographie

### Jeunesse et Résistance
Issu d'une famille juive polonaise proche du SPD, Gerard Leo passe ses premières années à Berlin. À l'arrivée au pouvoir du Parti national-socialiste allemand à l'hiver 1933, son père Wilhelm, avocat, est arrêté et envoyé au camp de concentration d'Oranienburg, puis libéré grâce à l'appui de l'écrivain Ernst Wiechert. La famille décide de fuir l'Allemagne nazie. 
C'est en  France, à Paris, qu'ils établissent domicile, où le jeune Gerhard va poursuivre sa scolarité. Au moment de la Débâcle en juin 1940 et devant l'avancée de l'armée allemande, la famille Leo quitte Paris pour la Zone libre.
Dans les années suivantes, Gerhard Leo, sous une identité française, prend contact avec des groupes communistes clandestins, puis intègre  en 1942 les Forces françaises de l'intérieur, en particulier la section Travail allemand. Opérant sous couverture au service des transports à la Kommandantur de Toulouse, il est démasqué et arrêté par la Gestapo. La condamnation à mort est inévitable, mais le train qui le ramène à Paris enchainé, gardé par cinq feldgendarmes, est attaqué quelques jours plus tard par un commando des Francs-tireurs et partisans en gare d'Allassac (Corrèze). Il est libéré, sauvé par Edouard Chauvignat, dit le lieutenant Michel qui sera arreté près de Perpezac-le-Noir le 9 juin 1944, emmené à Uzerche, questionné, puis pendu à un crochet de boucher sur ordre du général Heinz Lammerding, commandant la « 2e division SS Das Reich, responsable du massacre de Tulle et du massacre d'Oradour-sur-Glane,,.
Gerhard Leo est nommé lieutenant, et continue le combat dans la clandestinité jusqu'à la fin de la guerre. Les souvenirs de ces années dans la Résistance fourniront par la suite la matière de plusieurs récits, notamment Un train pour Toulouse.

### Journalisme et engagement pour l'amitié franco-allemande
Après la fin de la Seconde Guerre mondiale, Gerhard Leo retourne en Allemagne, dans la région de la Ruhr. Puis en 1954, il choisit, comme de nombreux anciens exilés, de s'installer en République démocratique allemande. Devenu journaliste, il est engagé par Neues Deutschland, le premier quotidien du pays. Dans le cadre ses fonctions, et grâce à son passé français, il est envoyé à Paris pour y devenir le correspondant du journal. Il couvre de grands événements, comme le procès Eichmann, la Conférence de Paris sur le Vietnam, ou encore le mouvement de Mai 1968. Durant les années 1960 à 1980, il est aussi un intermédiaire important entre la RDA et la France, cherchant à faciliter la relation entre les deux pays.
Il a été décoré à la fois en Allemagne démocratique, en 1983, de l'Ordre du mérite patriotique, et en France, où en 2004 il est fait, des mains de Jacques Chirac, Chevalier de la Légion d'honneur.
Sa fille est l'historienne Annette Leo et son petit fils Maxim Leo est journaliste au Berliner Zeitung, écrivain et scénariste.